# Asadipus barant
Asadipus barant is een spinnensoort uit de familie Lamponidae. De soort komt voor in West-Australië.